# 12 Heures de Sebring 1960
Navigation
Édition précédente Édition suivante
Les 12 Heures de Sebring 1960 sont la 9e édition de l'épreuve et la 2e manche du championnat du monde des voitures de sport 1960. Elles ont été remportées le 26 mars 1960 par la Porsche 718 no 42 de l'équipe Joakim Bonnier pilotée par Hans Herrmann et Olivier Gendebien.

## Circuit

Le Sebring International Raceway, cadre des 12 Heures de Sebring 1960.

Les 12 Heures de Sebring 1960 se déroulent sur le Sebring International Raceway situé en Floride. Il est composé de deux longues lignes droites, séparées par des courbes rapides ainsi que quelques chicanes. Le tracé actuel diffère de celui de l'époque. Ce tracé a un grand passé historique car il est utilisé pour des courses automobiles depuis 1950. Ce circuit est célèbre car il a accueilli la Formule 1.

## Résultats
Voici le classement au terme de la course.
- Les vainqueurs de chaque catégorie sont signalés par un fond jauni.

| 1            | S 1.6  | 42 | Joakim Bonnier                   | Hans Herrmann Olivier Gendebien                                | Porsche 718 RS 60                    | 196 |
| 2            | S 1.6  | 44 | Brumos Porsche Car Corp.         | Bob Holbert (pl) Roy Schechter Howard Fowler                   | Porsche 718 RS 60                    | 187 |
| 3            | S 3.0  | 8  | Jack Nethercutt                  | Pete Lovely Jack Nethercutt                                    | Ferrari 250TR59/60                   | 186 |
| 4            | S 3.0  | 10 | North American Racing Team       | Ed Hugus Augie Pabst                                           | Ferrari 250 GT SWB                   | 185 |
| 5            | S 3.0  | 17 | RRR Motors                       | George Reed Alan Connell                                       | Ferrari 250 GT California            | 185 |
| 6            | S 3.0  | 12 | Bill Sturgis                     | Bill Sturgis Fritz d'Orey                                      | Ferrari 250 GT SWB                   | 183 |
| 7            | S 3.0  | 11 | North American Racing Team       | George Arents William Kimberly                                 | Ferrari 250 GT SWB                   | 183 |
| 8            | GT 3.0 | 16 | Scuderia Serenissima             | Carlo-Maria Abate Giorgio Scarlatti Fabrizio Serena di Lapigio | Ferrari 250 GT California            | 179 |
| 9            | GT 1.6 | 72 | Camoradi USA                     | Dick Dungan Joe Sheppard                                       | Porsche 356A Carrera                 | 177 |
| 10           | S 3.0  | 14 | Robert Publicker                 | Robert Publicker George Constantine Dean McCarthy              | Ferrari 250 GT California            | 174 |
| 11           | GT 1.6 | 80 | Carel Godin de Beaufort          | Jan Bootz Carel Godin de Beaufort                              | Porsche 356A Carrera                 | 172 |
| 12           | S 850  | 63 | Automobili Osca USA              | John Bentley John Gordon                                       | Osca S750                            | 170 |
| 13           | S 1.6  | 47 | Automobili Osca USA              | George Koehne Rees Makins                                      | Osca MT4 1500                        | 169 |
| 14           | GT 2.0 | 31 | S. H. Arnolt Inc.                | Max Goldman Ralph Durbin                                       | Arnolt Bolide                        | 169 |
| 15           | GT 3.0 | 20 | British Motor Corp.              | Gilbert Geitner Lew Spencer                                    | Austin-Healey 3000                   | 167 |
| 16           | GT 5.0 | 6  | RRR Motors                       | Bill Fritts Chuck Hall                                         | Chevrolet Corvette                   | 167 |
| 17           | S 1.15 | 58 | Charles Vögele                   | Charles Vögele Peter Ashdown                                   | Lola MK1                             | 167 |
| 18           | GT 1.3 | 54 | Fred Van Beuren                  | Fred Van Beuren Javier Velasquez Adolfo Velasquez              | Alfa Romeo Giulietta SV              | 166 |
| 19           | GT 1.3 | 50 | Louis Comito                     | Tom O'Brien Don Horn                                           | Alfa Romeo Giulietta SV              | 166 |
| 20           | GT 2.0 | 36 | A.C. Cars Ltd.                   | Bud Hulsey Harry Washburn                                      | AC Ace                               | 166 |
| 21           | GT 2.0 | 36 | A.C. Cars Ltd.                   | Bob Grossman Mike Rothschild                                   | AC Ace                               | 166 |
| 22           | GT 2.0 | 33 | S. H. Arnolt Inc.                | James Johnston Bud Seaverns William Bradley                    | Arnolt Bolide                        | 165 |
| 23           | S 850  | 65 | Luigi Chinetti Motors            | David Cunningham John Fulp                                     | Osca S750                            | 162 |
| 24           | GT 1.6 | 39 | British Motor Corp.              | Fred Hayes Ed Leavens                                          | MGA Twin Cam                         | 160 |
| 25           | GT 1.3 | 55 | Lotus Cars USA                   | Charles Evans Sam Weiss Jay Chamberlain                        | Lotus Elite                          | 158 |
| 26           | GT 5.0 | 3  | Camoradi USA                     | Fred Gamble Jim Jeffords Bill Wuesthoff                        | Chevrolet Corvette                   | 157 |
| 27           | GT 1.3 | 48 | Cameron Argetsinger              | William Milliken Cameron Argetsinger                           | Alfa Romeo Giulietta SV              | 156 |
| 28           | GT 2.0 | 77 | Tony O'Sullivan                  | Tony O'Sullivan Peter Procter                                  | AC Ace                               | 151 |
| 29           | GT 1.6 | 40 | British Motor Corp.              | Jack Flaherty Jim Parkinson                                    | MGA Twin Cam                         | 148 |
| 30           | GT 1.3 | 51 | Ross Durant                      | Louis Comito Ross Durant Bob Richardson                        | Alfa Romeo Giulietta SV              | 143 |
| 31           | GT 1.3 | 52 | Dr Ray Martinez                  | Chuck Kessinger Stephen McClellan Ken Gardner                  | Alfa Romeo Giulietta SV              | 143 |
| 32           | GT 5.0 | 4  | Camoradi USA                     | Jim Jeffords Fred Gamble                                       | Chevrolet Corvette                   | 143 |
| 33           | GT 3.0 | 18 | British Motor Corp.              | Peter Riley Jack Sears                                         | Austin-Healey 3000                   | 141 |
| 34           | S 3.0  | 26 | Charlemagne Tower                | Duncan Black Charlemagne Tower                                 | Daimler SP250                        | 137 |
| 35           | GT 5.0 | 5  | Johnson Chevrolet Co.            | Delmo Johnson Dave Morgan                                      | Chevrolet Corvette                   | 134 |
| 36           | S 1.6  | 37 | Elva Distributors USA            | John Masterson Dean Patterson Norman Babcock                   | Elva Courier                         | 131 |
| 37           | S 1.15 | 60 | Ed Costley                       | Ed Costley Pete Harrison                                       | Elva Mk.VI                           | 131 |
| 38           | S 850  | 66 | Roosevelt Automobiles            | Ray Cuomo Paul Richards                                        | Fiat-Abarth 750S                     | 115 |
| 39           | GT 2.0 | 32 | S. H. Arnolt Inc.                | Tom Payne Robert Gary                                          | Arnolt Bolide                        | 99  |
| 40           | S 1.6  | 68 | Elva Distributors USA            | Charles Wallace William Horton Charlie Kolb                    | Elva Courier                         | 92  |
| 41           | S 1.0  | 61 | Donald Healey Ltd.               | John Sprintzel John Lumkin                                     | Austin-Healey Sebring Sprite         | 62  |
| Abandons     |        |    |                                  |                                                                |                                      |     |
| 42           | S 3.0  | 24 | Dave Causey                      | Luke Stear Dave Causey                                         | Maserati Tipo 61                     | 169 |
| 43           | S 3.0  | 25 | Jaguar Distributors of New York  | Walt Hansgen Ed Crawford                                       | Maserati Tipo 61                     | 149 |
| 44           | S 3.0  | 23 | Camoradi USA                     | Stirling Moss Dan Gurney                                       | Maserati Tipo 61                     | 136 |
| 45           | S 1.6  | 46 | Anton von Döry                   | Pedro von Döry Roberto Mieres Anton von Döry                   | Porsche 718 RSK                      | 133 |
| 46           | S 2.0  | 28 | North American Racing Team       | Ricardo Rodríguez Pedro Rodríguez                              | Ferrari Dino 196S                    | 126 |
| 47           | S 3.0  | 7  | North American Racing Team       | Chuck Daigh Richie Ginther                                     | Ferrari 250TR59/60                   | 123 |
| 48           | S 1.6  | 43 | Joakim Bonnier                   | Graham Hill Joakim Bonnier                                     | Porsche 718 RS 60                    | 84  |
| 49           | GT 1.3 | 53 | Racing Associates of New England | Ralph Troiano Art Swanson George Waltman                       | Alfa Romeo Giulietta SV              | 70  |
| 50           | GT 2.0 | 35 | A.C. Cars Ltd.                   | Bob Mazzi Frank Schroeder                                      | AC Ace                               | 61  |
| 51           | GT 2.0 | 30 | Morgan Motors Ltd.               | Ike Williamson James Forno                                     | Morgan Plus 4                        | 60  |
| 52           | GT 1.3 | 57 | Lotus Cars USA                   | Frank Bott Phil Forno                                          | Lotus Elite                          | 57  |
| 53           | GT 1.3 | 19 | British Motor Corp.              | John Colgate Fred Spross                                       | Austin-Healey 3000                   | 54  |
| 54           | GT 5.0 | 2  | Jaguar Distributors of New York  | Dick Thompson Fred Windridge                                   | Chevrolet Corvette                   | 41  |
| 55           | S 850  | 64 | Camoradi USA                     | Denise McCluggage Pinkie Rollo                                 | Osca 187S                            | 34  |
| 56           | GT 1.6 | 41 | Quiver Enterprises               | John Cuevas Ulf Norinder                                       | Porsche 356A Carrera GS GT Speedster | 33  |
| 57           | GT 3.0 | 15 | Scuderia Serenissima             | Gianni Balzarini Carlo-Maria Abate                             | Ferrari 250 GT California            | 28  |
| 58           | GT 5.0 | 1  | Jaguar Distributors of New York  | Briggs Cunningham John Fitch                                   | Chevrolet Corvette                   | 27  |
| 59           | S 850  | 67 | Racemasters                      | Victor Lukens Fred Haynes                                      | Bandini                              | 27  |
| 60           | S 2.0  | 27 | Hap Sharp                        | Hap Sharp Jim Hall                                             | Cooper T49 Monaco                    | 26  |
| 61           | GT 1.3 | 27 | Jake Kaplan                      | Charlie Rainville Jake Kaplan                                  | Alfa Romeo Giulietta SV              | 16  |
| 62           | GT 1.3 | 56 | Lotus Cars USA                   | Jim Hughes Sam Weiss                                           | Lotus Elite                          | 5   |
| 63           | GT 1.6 | 38 | British Motor Corp.              | Colin Escott Ted Lund                                          | MGA Twin Cam                         | 3   |
| 64           | S 3.0  | 22 | Camoradi USA                     | Carroll Shelby Masten Gregory                                  | Maserati Tipo 61                     | 2   |
| 65           | S 1.6  | 45 | Carl Erickson Co.                | Ernie Erickson Don Sesslar                                     | Porsche 718 RSK                      | 1   |
| Non-partants |        |    |                                  |                                                                |                                      |     |
| 66           | S 3.0  | 21 | Camoradi USA                     | Stirling Moss Dan Gurney                                       | Maserati Tipo 61                     |     |
| 67           | S 1.15 | 73 | Elva Distributors USA            | Bob Grimes Paul Hill                                           | Elva Mk.4                            |     |
| 68           | S 850  | 75 | John Miles                       | Otto Linton Francis Ginther                                    | Osca S750                            |     |
| 69           | GT 3.0 | 79 | London Motors Inc.               | Mel Siegel Harry Fry                                           | Austin-Healey 3000                   |     |
| 70           | GT 3.0 | 81 | Lewis Engineering Co.            | Laurence Gandolfi Nim York Paul O'Shea                         | Mercedes-Benz 300 SL                 |     |
| 71           | GT 3.0 | T  | British Motor Corp.              | Peter Riley Jack Sears John Colgate Fred Spross                | Austin-Healey 3000                   |     |
| 71           | GT 3.0 | T  | British Motor Corp.              |                                                                | MGA Twin Cam                         |     |